# Bronzino

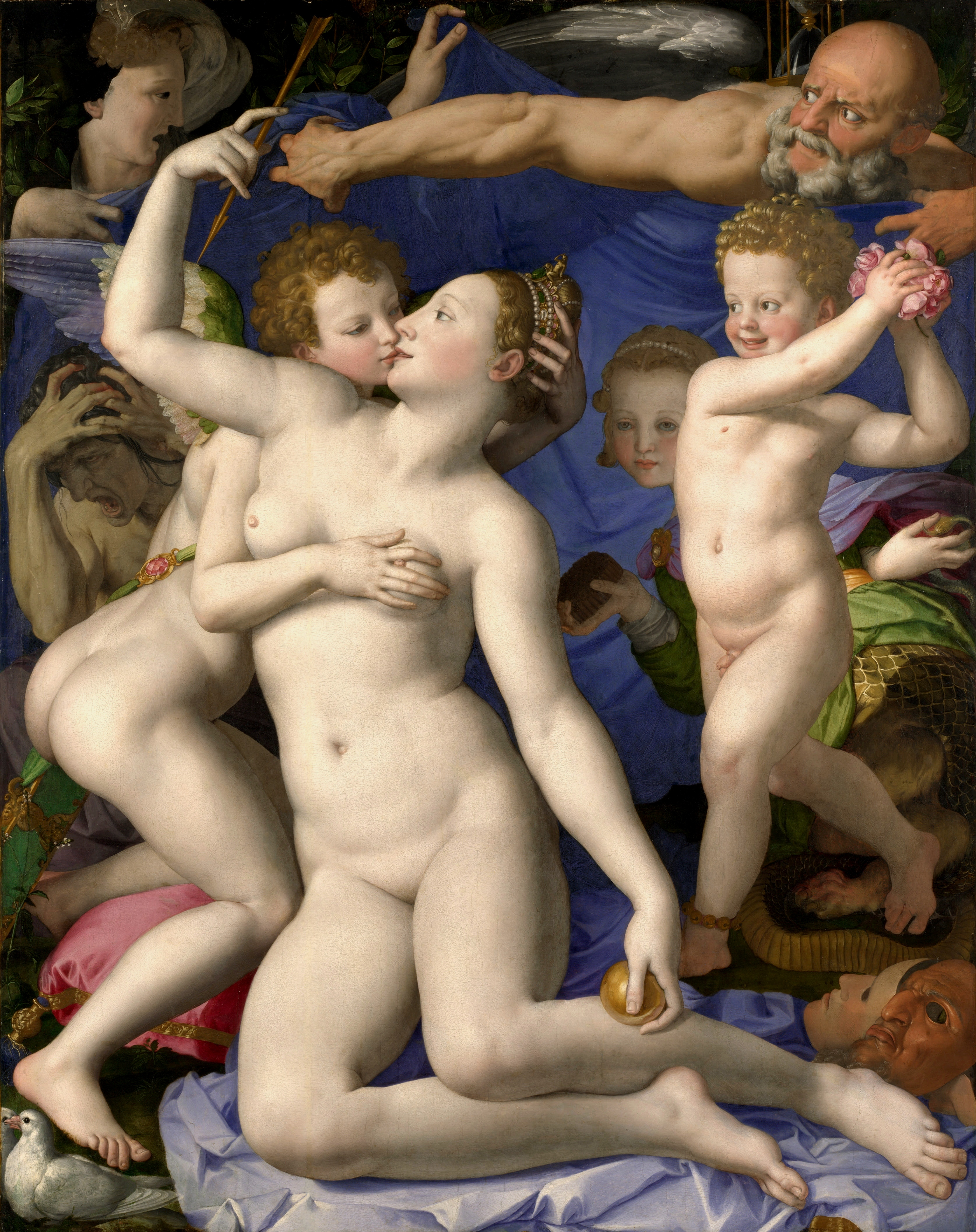
Venus, Cupido, la Follia i el Temps

Agnolo di Cosimo (Florència, 17 de novembre de 1503 – Florència, 23 de novembre de 1572), generalment conegut com Il Bronzino, o Agnolo Bronzino (erròniament, en el passat, també se li van atribuir els noms d'Agnolo Tori i d'Angelo (Agnolo) Allori), fou un pintor manierista italià de Florència. L'origen del seu sobrenom, Bronzino, és desconegut, però podria derivar del color bru de la seua pell, o bé de la forma que donava a molts dels seus retrats. S'ha suggerit que tenia la pell bruna com a símptoma de la malaltia d'Addison, una afecció de les glàndules adrenals que sovint causa una excessiva pigmentació de la pell.

## Vida

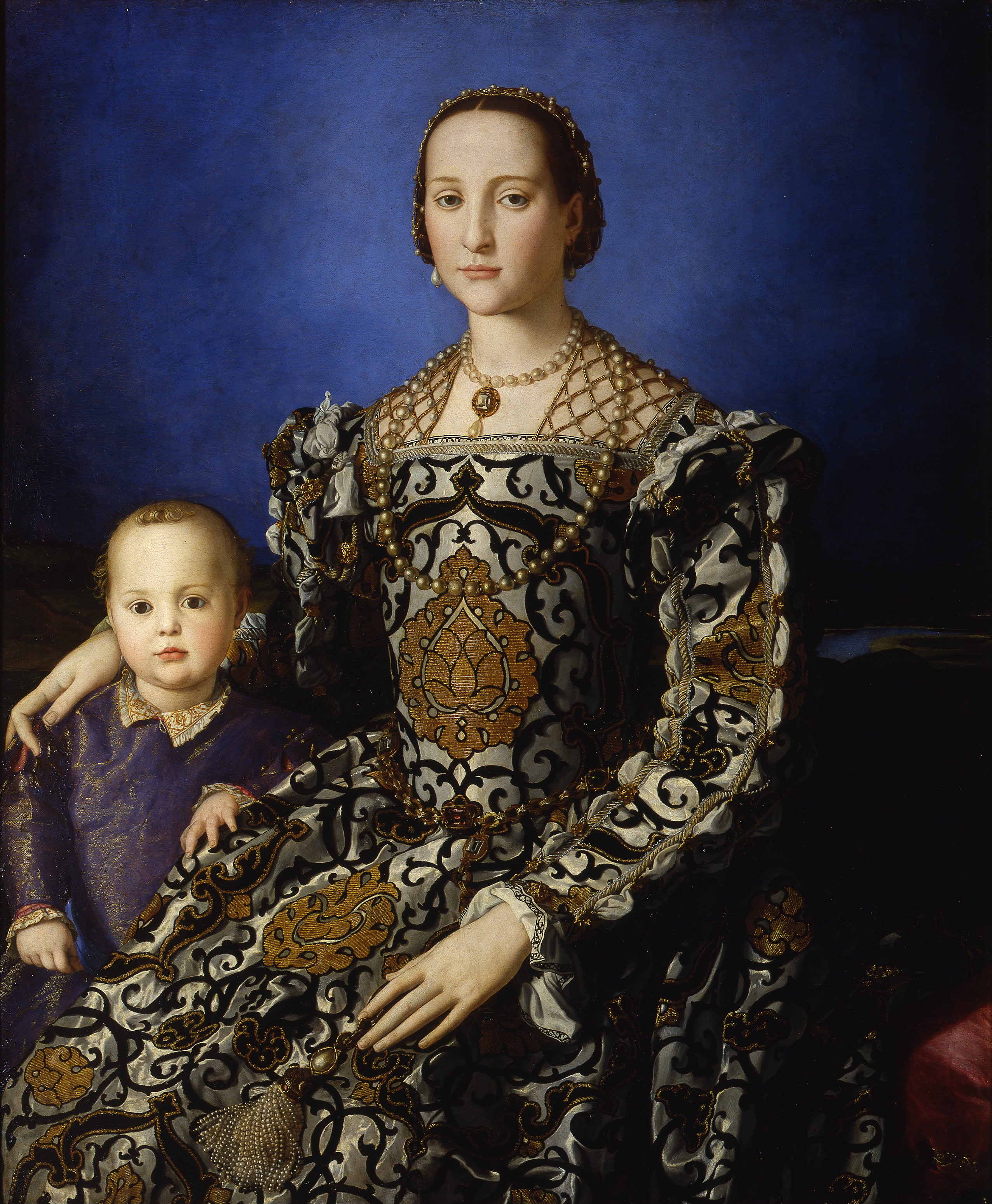
Elionor de Toledo

Bronzino va nàixer a Florència. Segons el seu amic Giorgio Vasari, inicialment va ser deixeble de Raffaellino del Garbo, i després de Pontormo, qui va ser la principal influència en el seu estil i a qui sempre va reverir. Pontormo el va retratar quan encara era un xiquet en el quadre Josep a Egipte, actualment a la National Gallery de Londres.

### Retrats
L'any 1539 es va posar sota el patronatge dels Mèdici, sent un dels molts artistes que es van triar per a les fastuoses decoracions fetes per a les esposalles del duc Cosme I de Mèdici amb Elionor de Toledo, filla del Virrei de Nàpols. No va trigar molt a esdevenir el pintor oficial del duc i de la seua cort, lloc que mantindria durant la major part de la seua carrera. Els seus retrats, de figures estàtiques, elegants i refinades, exemples de freda arrogància i fermesa, van influir en l'evolució del retrat de cort europeu durant un segle. D'aquests retrats es van fer moltes versions i còpies de taller. També pintà Bronzino retrats idealitzats dels poetes Dant i Petrarca. Va involucrar-se de manera destacada en les activitats de l'Accademia del Disegno de Florència, de la qual va ser membre fundador l'any 1563. El pintor Alessandro Allori va ser el seu deixeble preferit, de fet Bronzino vivia a la casa familiar d'Allori quan va morir a Florència l'any 1572 (Alessandro era pare de Cristofano Allori). Rarament va abandonar Florència.

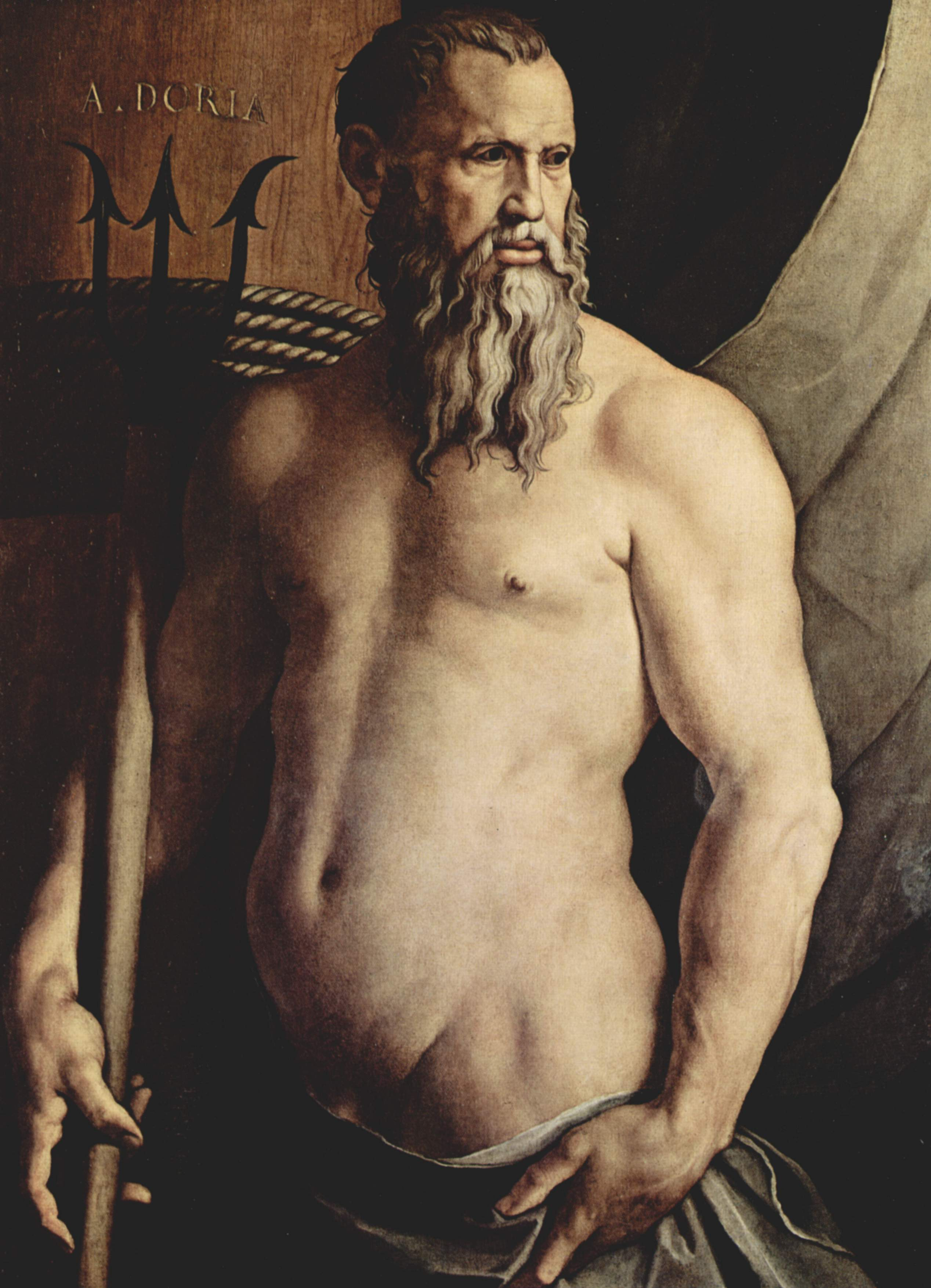
Andreu Doria com Neptú.

Les seues cèlebres sèrires de distants retrats de Cosme I de Mèdici i d'Elionor de Toledo, i les figures de la seua cort, com ara les de Bartolomeo Panciatichi i la seua muller Lucrezia, són les seues obres més conegudes. El seu retrat de l'almirall genovès Andreu Doria com a Neptú és menys famós, però també molt reeixit.
Bronzino també va ser poeta, i els seus retrats més personals corresponen als de figures literàries, com ara el de Laura Battiferri, muller de l'escultor i arquitecte Bartolommeo Ammanati, (Palazzo Vecchio, Florència, c. 1560).

### Temes religioses
Entre 1540 i 1541, Bronzino va començar a treballar en la decoració al fresc de la Capella d'Elionor de Toledo al Palazzo Vecchio. Elegants i classicistes, però també manieristes, aquestes obres religioses són excel·lents il·lustracions de l'estètica de la cort florentina de mitjans del segle xvi: molt estilitzades i en absolut personals o emotives. Tanmateix, aquest estil fred i mancat d'emoció no ha de ser interpretat com una manca de fervor religiós en Bronzino o en la cort. El Pas del Mar Roig és un exemple típic de l'estètica de Bronzino en aquesta època.
Durant dos anys (1546–1548) va viure a Roma, on va fer una sèrie de pintures religioses, com ara una Ressurecció de la Mare de Déu (1552), que sembla el resultat d'una crisi moral; de fet, aquesta era l'època en què l'austera atmosfera de la Contrareforma es trobava en el seu punt culminant.
Les seues obres religioses presenten sovint posats i gestos elegants, com per exemple en El martiri de sant Llorenç (1569), en la qual gairebé cadascuna de les extraordinàriament contorsionades postures pot ser resseguida en l'obra de Rafael o de Miquel Àngel, als quals Bronzino idolatrava. Quan intenta transmetre una emoció intensa, el seu manierisme no resulta gens convincent, fregant l'academicisme. L'habilitat de Bronzino amb el nu es va desplegar completament en la cèlebre Venus, Cupido, la Follia i el Temps, que incorpora un punyent erotisme sota el pretext d'una al·legoria moralitzant. Entre altres obres importants cal citar els frescos per a la capella del Palazzo Vecchio i el disseny de diversos tapissos sobre La història de Josep, per al mateix palau.
La major part de les obres de Bronzino es troben a Florència, però també n'hi ha alguns exemples a la National Gallery de Londres i a altres museus.

## Obres selectes
- Sant Marc (c. 1525) -Oli sobre fusta, Capella Capponi, Santa Trinita, Florència
- Sant Mateu (c. 1525) -Oli sobre fusta, Capella Capponi, Santa Trinita, Florència
- Sant Sebastià (1525-1528) -Oli sobre taula, 87 x 77 cm, Museu Thyssen-Bornemisza, Madrid
- Pietà (c. 1530) -Oli sobre taula, 105 x 100 cm, Uffizi, Florència
- Retrat al·legòric de Dant (c. 1530) -Oli sobre fusta, 127 x 120 cm, National Gallery of Art, Washington
- Retrat de dama vestida de verd (1530-1532) -Oli sobre taula, 76,7 x 65,4 cm, Royal Collection, Windsor
- Sagrada Família (1534-1540) -Oli sobre fusta, 124.5 x 99.5 cm, Kunsthistorisches Museum, Viena
- Adoració dels pastors (1535-1540) -Oli sobre fusta, 65,3 x 46,7 cm, Museu de Belles Arts, Budapest
- Retrat d'Ugolino Martelli (before 1537) -Oli sobre taula, 102 x 85 cm, Staatliche Museum, Berlín
- Retrat de Bartolomeo Panciatichi (c. 1540) -Pintura al tremp sobre fusta, 104 x 84 cm, Uffizi, Florència
- Sagrada Família (c. 1540) -Oli sobre fusta, 117 x 93 cm, Uffizi, Florència
- Retrat d'un home jove (c. 1540) -Oli sobre fusta, 96 x 75 cm, Metropolitan Museum of Art, Nova York
- Venus, Cupid, la Follia i el Temps (Al·legoria; 1540-1545) -Oli sobre taula, 146 x 116 cm, National Gallery de Londres
- Creuament del mar Roig (1540-1545) -Fresco, 320 x 490 cm, Palazzo Vecchio, Florència
- Adoració de la serp de bronze (1540-1545) -Fresc, 320 x 385 cm, Palazzo Vecchio, Florència
- Davallament de Crist (1540-1545) -Oli sobre taula, 268 x 173 cm, Musée des Beaux- Arts, Besançon
- Retrat de noia jovel (1541-1545) -Oli sobre fusta, 58 x 46,5 cm, Uffizi, Florència
- Retrat de Bia de Mèdici (c. 1542) -Pintura al tremp sobre taula, 63 x 48 cm, Uffizi, Florència
- Retrat de Cosme I de Mèdici (1545) -Oli sobre taula, 74 x 58 cm, Uffizi, Florència
- Retrat d'Elionor de Toledo (c. 1545) -Oli sobre taula, 115 x 96 cm, Uffizi, Florència
- Retrat de Lucrezia Panciatichi (c. 1545) -Oli sobre taula, 101 x 82.8 cm, Uffizi, Florència
- Retrat de Stefano Colonna (1546) -Oli sobre taula, 125 x 95 cm, Galleria Nazionale d'Arte Antica, Roma
- Retrat de Giovanni de Mèdici (c. 1549) -Pintura al tremp sobre fusta, 58 x 46 cm, Uffizi, Florència
- Retrat de Don Garcia de Mèdici (1550) -Oli sobre taula, Museu del Prado, Madrid
- Retrat d'una dama (c. 1550) -Oli sobre fusta, 109 x 85 cm, Galeria Sabauda, Torí
- Retrat d'Andreu Doria com a Neptú (1550-1555) -Oli sobre llenç, 115 x 53 cm, Pinacoteca di Brera, Milà
- Sant Joan Baptista (1550-1555) -Oli sobre fusta, 120 x 92 cm, Galeria Borghese, Roma
- Retrat de Pierantonio Bandini (c.1550-1555) -Oli sobre fusta, 106,7 x 82,5 cm, National Gallery of Canada
- Retrat de Francesc I de Mèdici (1551) -Pintura al tremp sobre fusta, 58.5 x 41.5 cm, Uffizi, Florència
- Retrat de Maria de Mèdici (1551) -Pintura al tremp sobre fusta, 52.5 x 38 cm, Uffizi, Florència
- Retrat de Ludovico Capponi (1551) -Oli sobre fusta, 117 x 86 cm, Col·lecció Frick, Nova York
- Sagrada Família (1555-1560) -Pintura al tremp sobre fusta, 117 x 99 cm, Museu Puixkin, Moscou
- Retrat de Laura Battiferri (1555-1560) -Oli sobre llenç, 83 x 60 cm, Palazzo Vecchio, Florència
- Noli me tangere (1561) -Oli sobre llenç, 291 x 195 cm, Museu del Louvre, París
- Al·legoria de la Felicitat (1564) -Oli sobre coure, 40 x 30 cm, Uffizi, Florència
- Davallament de Crist (1565) -Oli sobre fusta, 350 x 235 cm, Galleria dell'Accademia, Florència
- Martiri de Sant Llorenç (1569) -Fresc, San Lorenzo, Florència

## Galeria

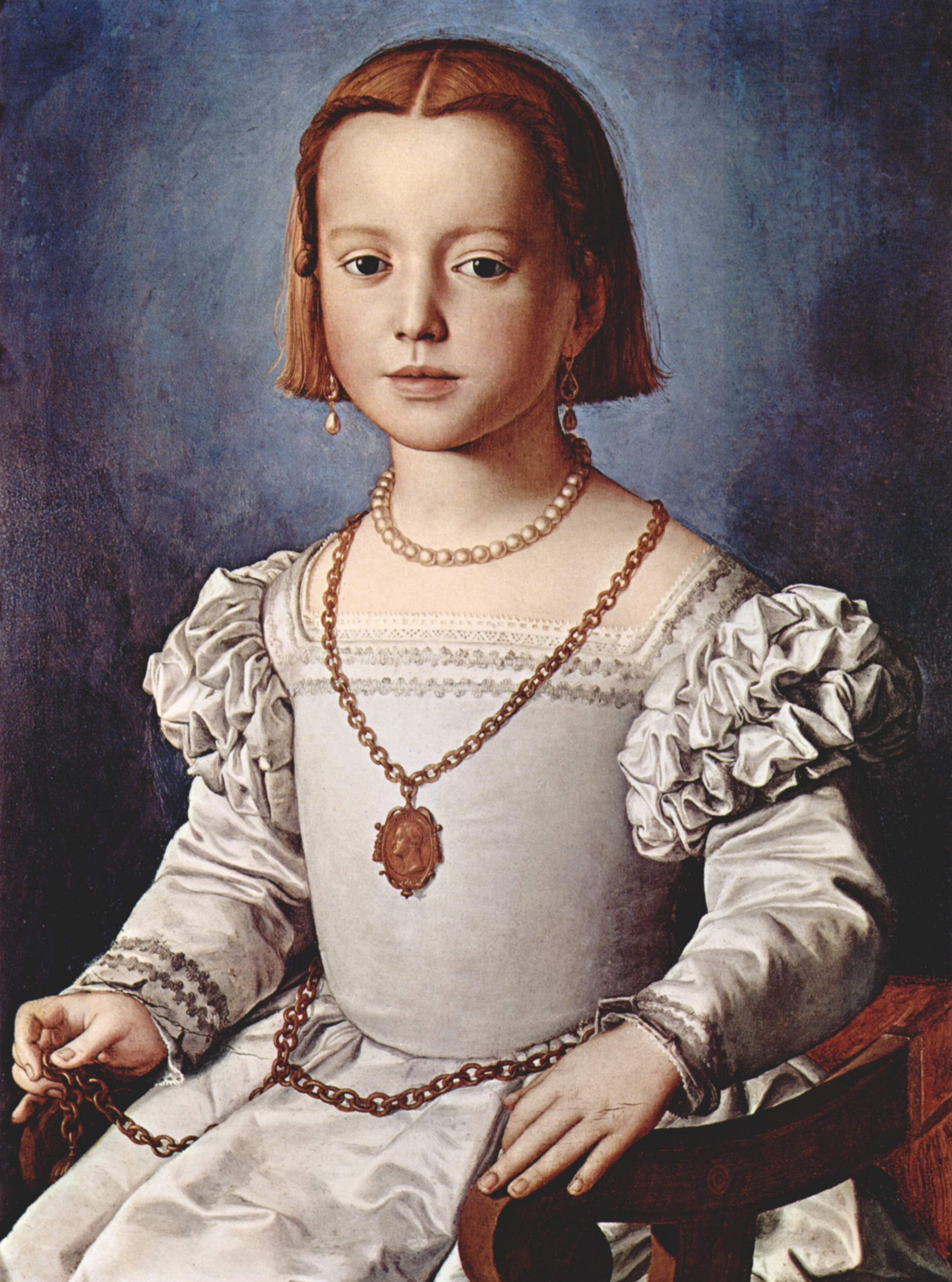
Retrat de Bia de Mèdici
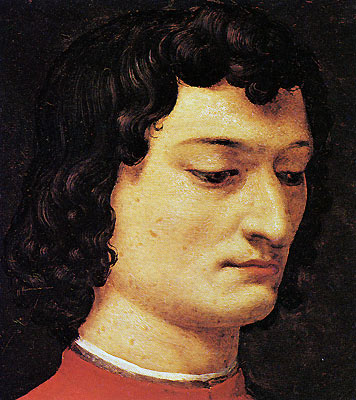
Retrat de Giuliano di Piero de Mèdici
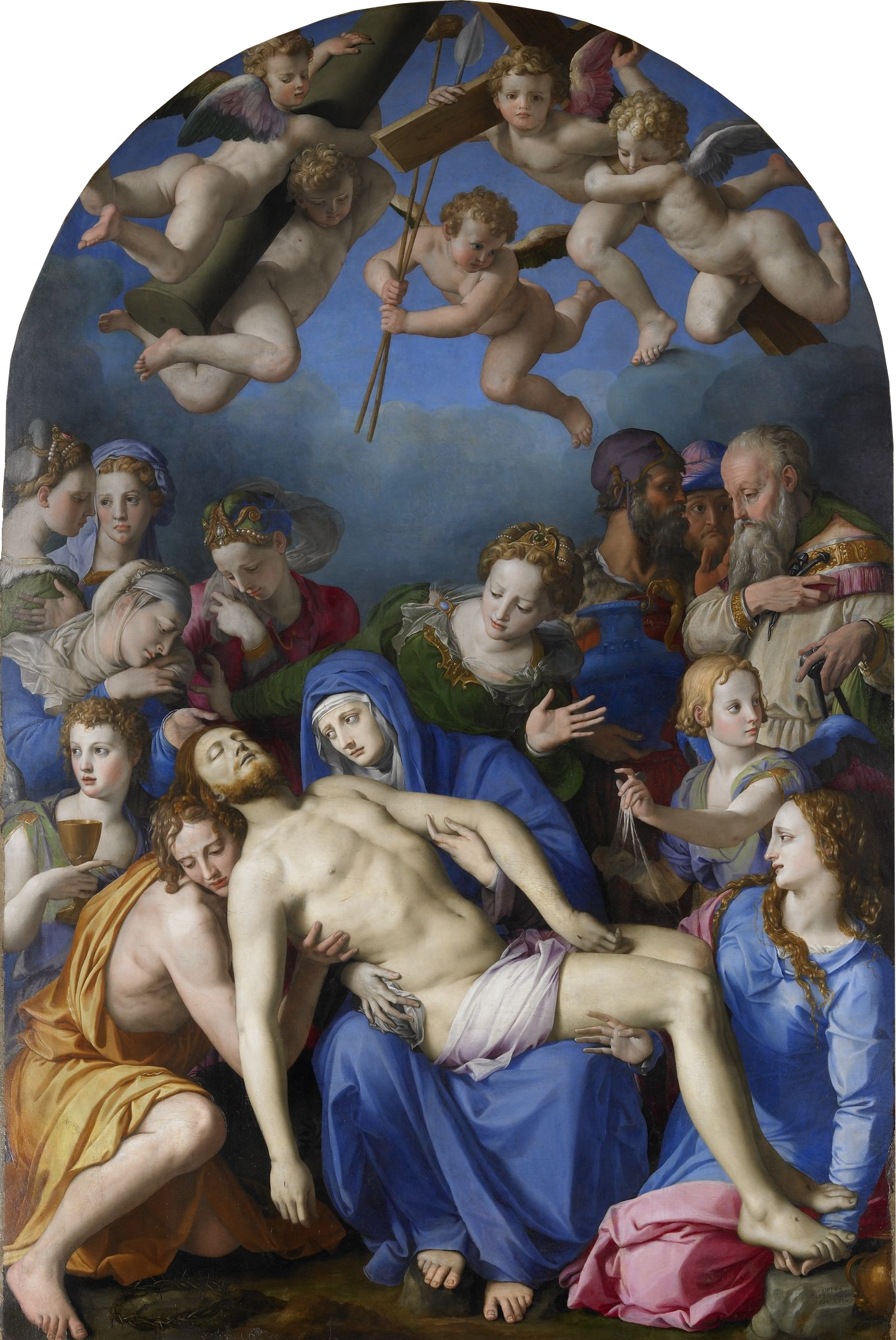
Davallament, actualment a Besançon
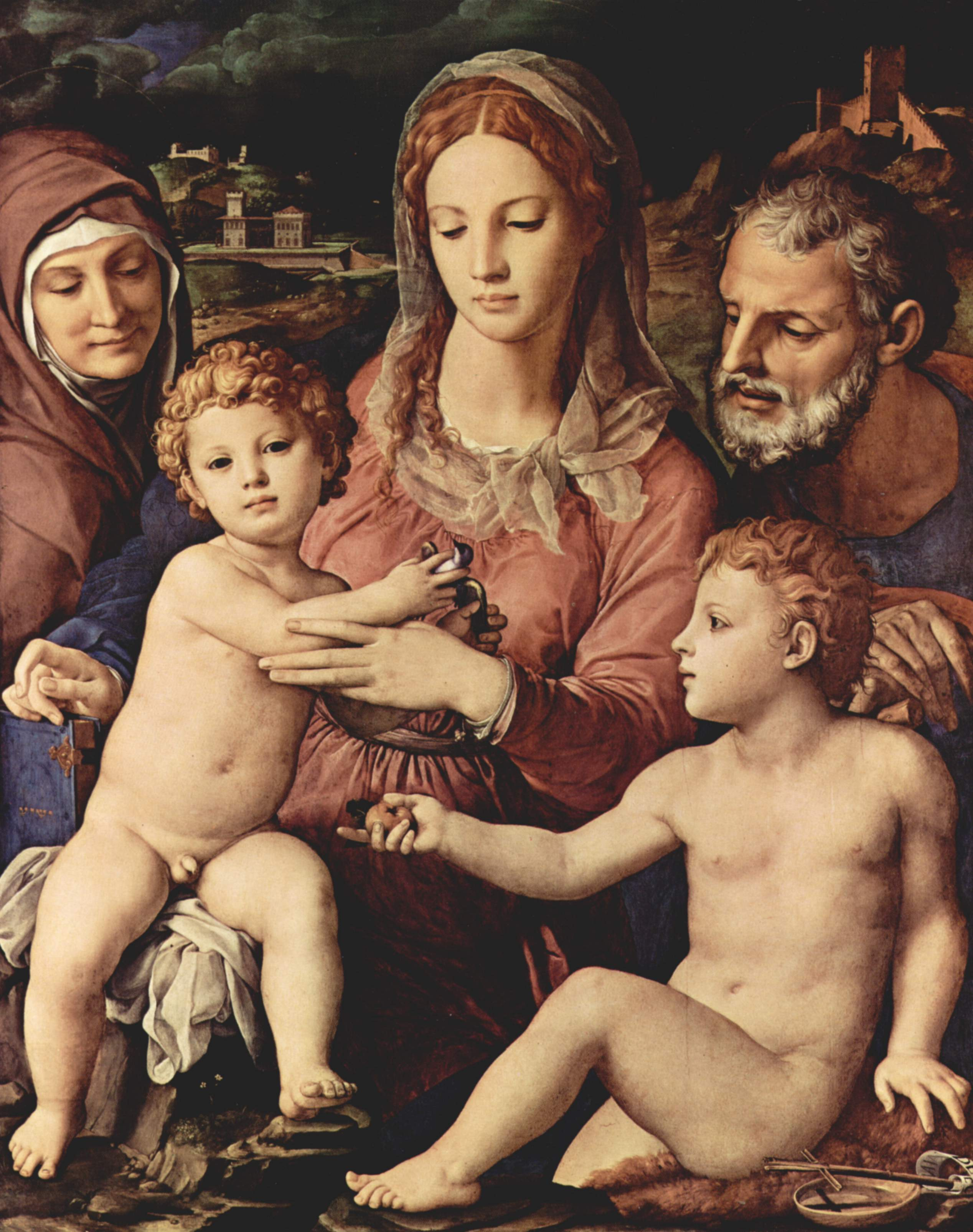
La Sagrada Família amb sant Joan i santa Anna
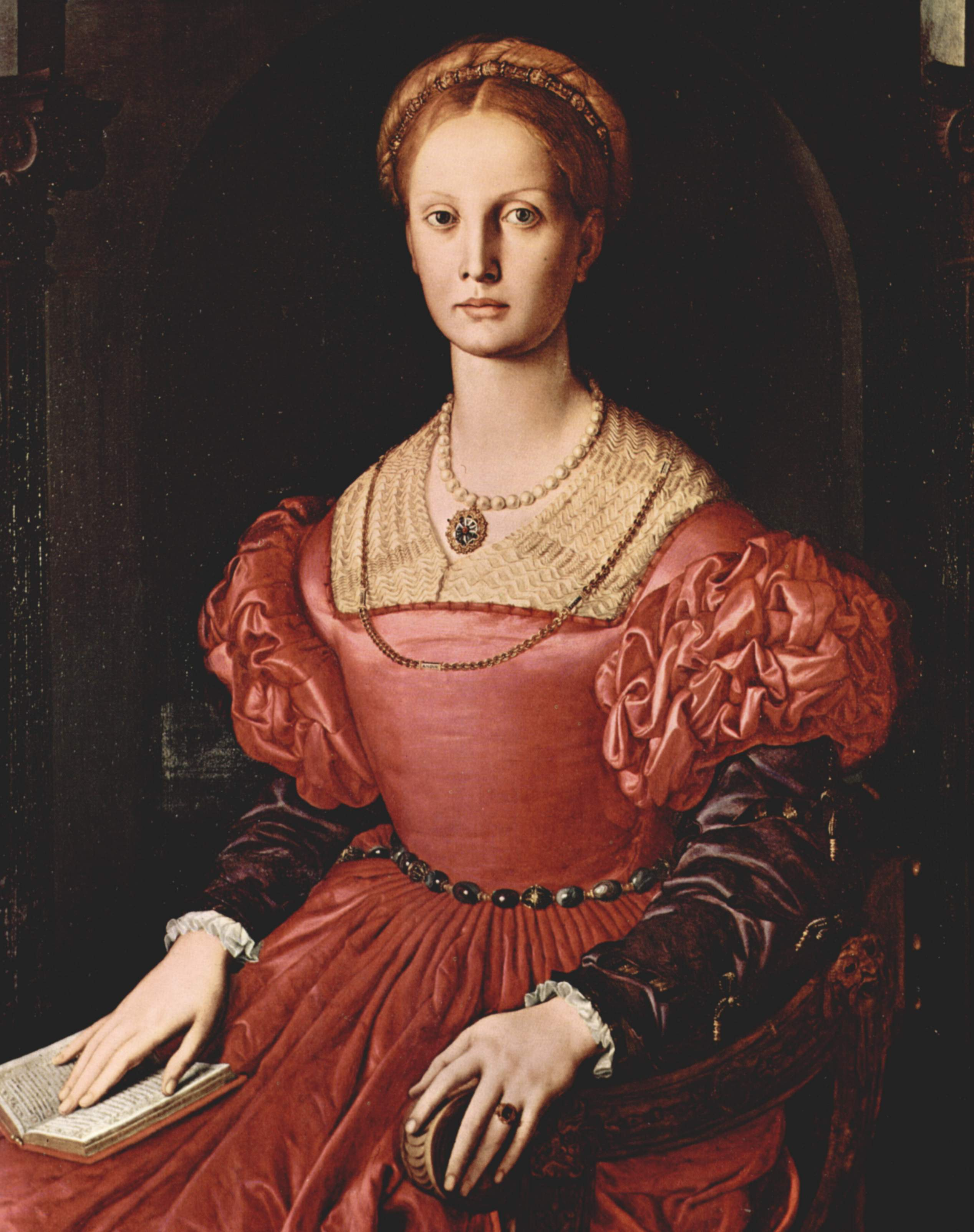
Retrat de Lucrezia Panciatichi
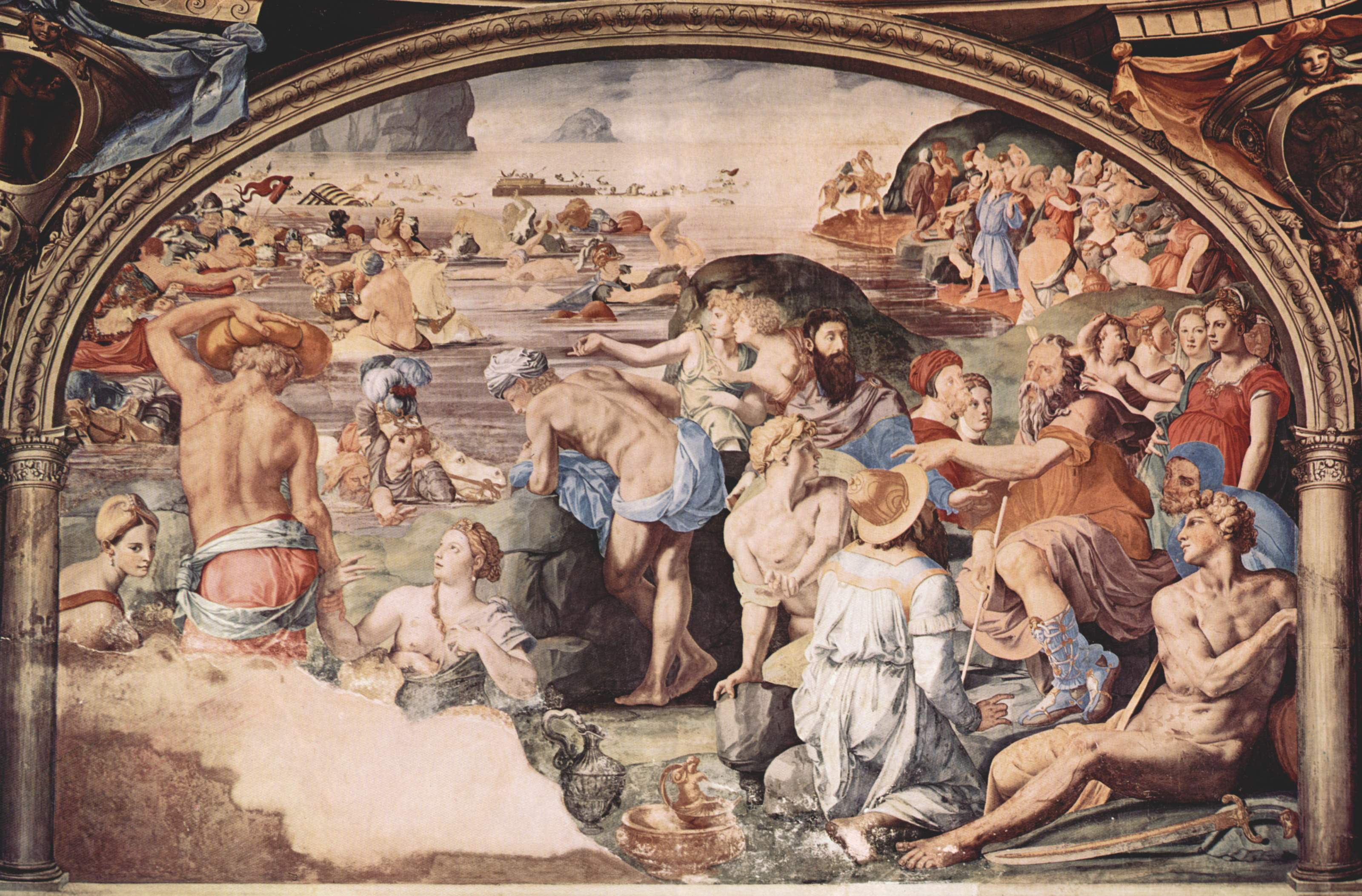
Els israelites creuant el mar Roig
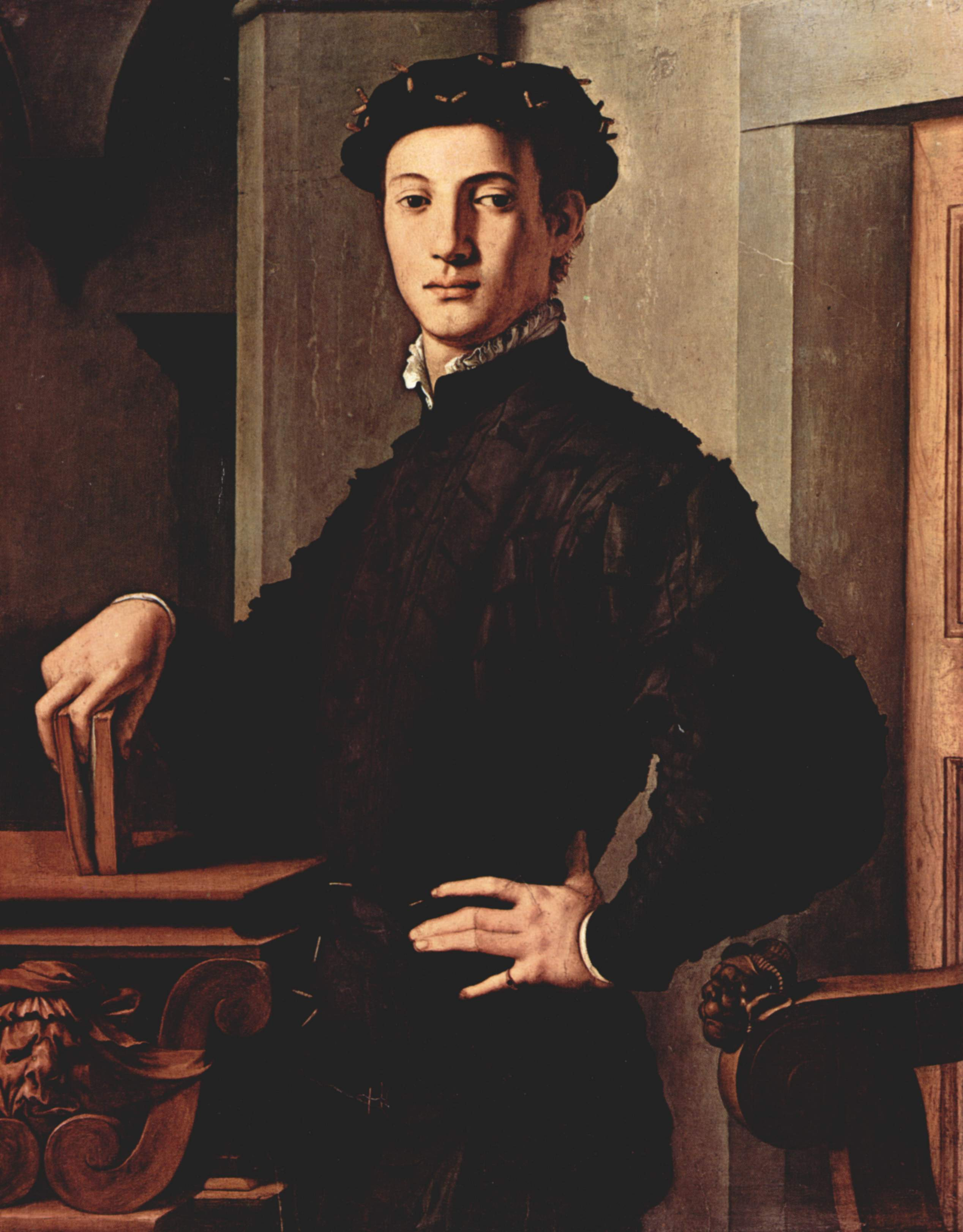
Retrat d'un home jove amb un llibre
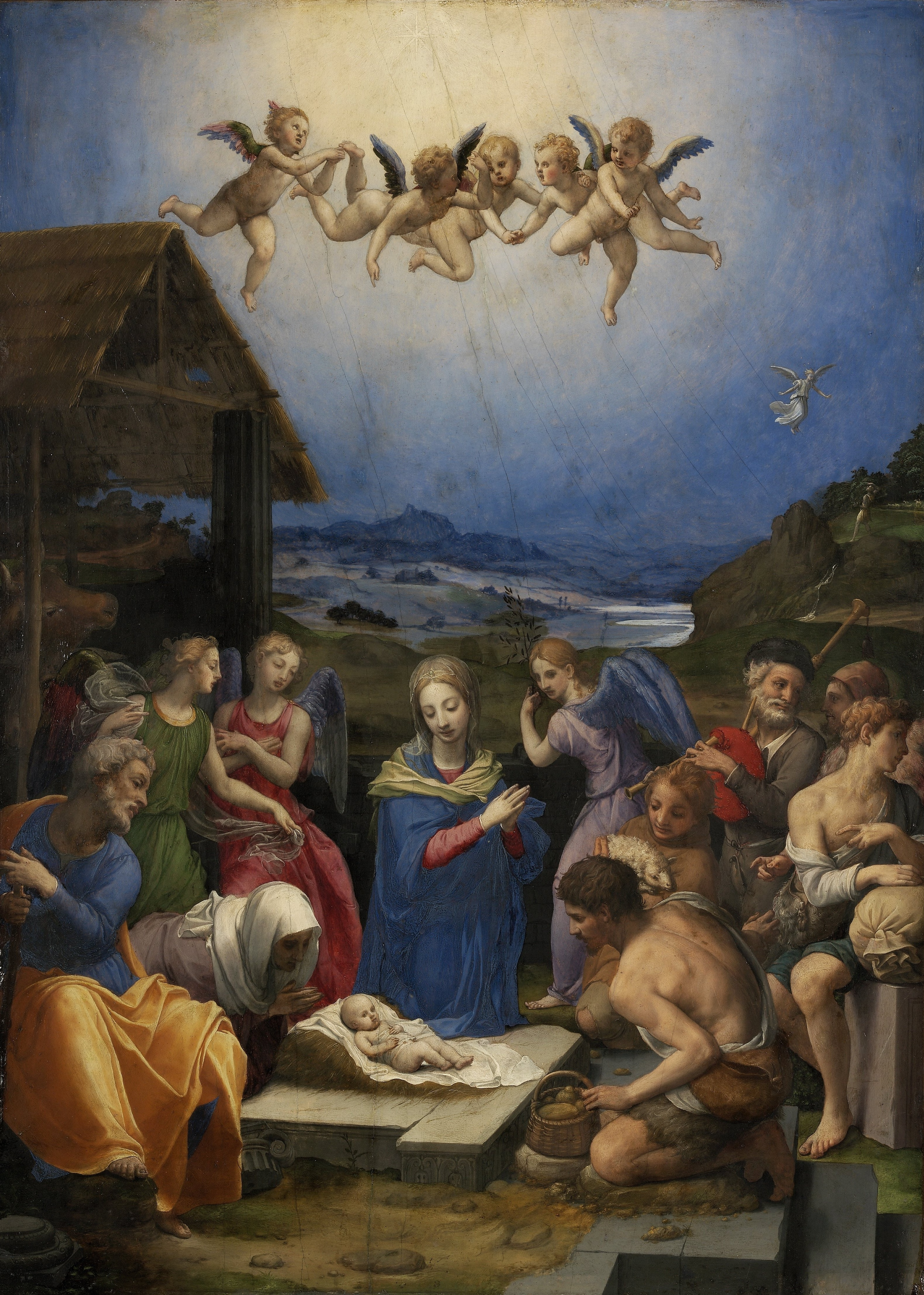
Adoració dels pastors